# The Manor (película de 2018)
The Manor (también conocida como Anders Manor) es una película de terror y suspenso de 2018, dirigida por Jonathon Schermerhorn, escrita por Tom DeNucci, Glenn Jeffrey, Mike Messier y Matt O'Connor, los protagonistas son Christina Robinson, Rachel True y Kevin Nash, entre otros. El filme fue realizado por Dawn’s Light, Hollywood Media Bridge, 2Cousins Productions y Woodhaven Production Company, se estrenó el 15 de mayo de 2018.

## Sinopsis
Una adolescente con dificultades se encuentra con sus familiares retorcidos en un resort lejano. A medida que la chica se desconecta de la realidad, la crueldad súbita destruye a todos, literalmente.